# 628년

## 연호
- 당(唐) 정관(貞觀) 2년
- 신라(新羅) 건복(建福) 45년

## 기년
- 당(唐) 태종(太宗) 2년
- 신라(新羅) 진평왕(眞平王) 50년
- 고구려(高句麗) 영류왕(榮留王) 11년
- 백제(百濟) 무왕(武王) 29년

## 사건
- 신라에 627년 대상해(大霜害)의 영향으로 대기근이 닥쳐 백성들이 자기 자식을 잡아먹는 지경에 이르다.
- 사산조 페르시아가 점령했던 동로마 제국의 모든 영토가 동로마 제국에 반환되다.
- 1월 - 동로마 제국의 군대가 사산조 페르시아의 황궁을 점령하다.
- 3월 - 사산조 페르시아의 수도 크테시폰에서 반란이 일어나 호스로우 1세가 폐위되어 처형당하고 셰로에가 황위에 오르다.
- 4월 3일 - 사산조 페르시아가 동로마 제국에 정식으로 항복하다.
- 9월 14일 - 동로마 제국의 헤라클리우스가 수도 콘스탄티노폴리스에서 개선식을 가지다.

## 탄생
- 7월 21일 - 중국 당조 제3대 황제 당 고종

## 사망
- ?월 - 신라의 공무원 검군.
- 사산조 페르시아의 황제 호스로우 1세